# Drosophila tarsata
Drosophila tarsata este o specie de muște din genul Drosophila, familia Drosophilidae, descrisă de Ignaz Rudolph Schiner în anul 1868.
Este endemică în Venezuela. Conform Catalogue of Life specia Drosophila tarsata nu are subspecii cunoscute.